# Италијански рат (1542—1546)
Италијански рат (1542—1546) био је део италијанских ратова (1494-1559).

## Позадина

### Италијански походи Шарла VIII и Луја XII
Италијански ратови почели су у јесен 1494. покушајем Француске да се наметне као водећа сила међу разједињеним државицама Италије. Први италијански поход краља Шарла VIII (1494-1496) је након почетних успеха (освајање Милана, Фиренце, Рима и Напуља током 1495) натеран на повлачење из Италије напорима Свете лиге (Аустрија, Шпанија, папа, Млетачка република, Миланско војводство). Други италијански поход краља Луја XII (1499-1504) је такође, почео заузимањем Милана, Рима и Напуља (1500), али је због сукоба са шпанским краљем Фердинандом Арагонским око јужне Италије поново натеран на повлачење.
Трећи италијански поход Луја XII (1508-1515), почео је као рат Француске и папе Јулија II у савезу са Шпанијом и Светим Римским царством у Камбрејској лиги против Млетачке републике, која је убрзо поражена (1509). Папа је затим променио страну и створио Свету лигу са Швајцарском конфедерацијом и Хенријем VIII у намери да протера Французе из Италије. Французи су победили код Равене, али су претрпели пораз код Новаре и морали су да напусте Милано (1512). Луј XII је умро 1515, а наследио га је Франсоа I (1515-1547).

### Франсоа I против Карла V
Док су прва три италијанска рата (1494-1515) била углавном ограничена на Италију, сукоби између 1515. и 1559. добили су најшири европски карактер, због борбе између француског краља Франсоа I (1515-1547) и шпанског краља и римског цара Карла V (1519-1556) за превласт у Европи. Одмах по ступању на престо Франсоа I је упао у Италију, потукао миланског војводу код Марињана и заузео Милано (1515). Након Карловог избора за цара (1520), Франсоа је предузео нови поход у Италију (1521-1526), али је у бици код Павије (1525) заробљен и присиљен да у замену за своју слободу потпише понижавајући мир у Мадриду (1526), којим се одрекао права на Италију и Бургундију.
Рат је настављен 1526-1529, али је надмоћна шпанска пешадија поново однела победу у Италији: уговором у Камбреу (1529) Франсоа се поново одрекао претензија над Италијом, а Карло над Бургундијом.
Нови рат (1536-1538) почео је француским заузимањем Милана након смрти последњег Сфорце и упадом Шпанаца у Француску, због чега је Франсоа био принуђен да склопи савез са Турском против Царства. Завршен је француским освајањем Савоје.

## Рат
Нови рат (1542-1544) изазвао је Франсоа у савезу са турским султаном Сулејманом Величанственим, кад су шпанске снаге (516 бродова, 12.330 морнара и 24.000 војника) под Карлом V 1541. претрпеле тешке губитке у безуспешном походу на Алжир. Карло V је нашао савезника у енглеском краљу Хенрију VIII. Карло је 1543. заузео Камбре, док су Французи и Турци освојили Ницу, осим цитаделе. Французи су извојевали победу код Черезола (14. априла 1544), али је нису искористили, јер су одвојили део снага за север, пошто су Хенри VIII и Карло кренули на Париз, први са севера, а други са истока. Французи су се пред њима повлачили, избегавајући битку на отвореном пољу. Браниле су се само тврђаве, исцрпљујући инвазионе снаге (Сен Дизје). Најзад су оба владара дошла до закључка да немају довољно снага да опседну Париз. Операција се завршила без битке, у обостраној исцрпљености. Карло је био угрожен и притиском Турака на Аустрију, који су се после пада Будима (1541) учврстили у Угарској, надомак Беча и наследних хабсбуршких поседа.

## Последице
Мир, потписан 18. септембра 1544. у Крепију, утврдио је стање пре рата. Смрт Франсоа I (1547) није довела до прекида борбе између Француске и Хабсбуршке монархије за превласт у Европи: рат против Карла V наставио је Анри II (1547-1559).